# Ischyrocerus krascheninnikovi
Ischyrocerus krascheninnikovi är en kräftdjursart som beskrevs av Gurjanova 1951. Ischyrocerus krascheninnikovi ingår i släktet Ischyrocerus och familjen Ischyroceridae. Inga underarter finns listade i Catalogue of Life.